# Blissus sweeti
Blissus sweeti är en insektsart som beskrevs av Emery Clarence Leonard 1968. Blissus sweeti ingår i släktet Blissus och familjen Blissidae. Inga underarter finns listade i Catalogue of Life.